# Franz Noack
Franz Noack (* 18. Januar 1901 in Sperenberg bei Jüterbog; † 8. Mai 1979 in Cottbus) war ein deutscher Lokalpolitiker der Kommunistischen Partei Deutschlands (KPD) und der Sozialistischen Einheitspartei Deutschlands (SED) sowie ein Widerstandskämpfer gegen das NS-Regime. Er ist Ehrenbürger der Stadt Cottbus.

## Leben
Franz Noack wuchs als Sohn einer Sperenberger Arbeiterfamilie in Sandow bei Cottbus auf. Nach dem Besuch der Schule absolvierte er eine Lehre zum Tuchmacher.
Im Jahr 1920 wählte ihn die Sozialistische Arbeiter-Jugend (SAJ) in Cottbus zum Vorsitzenden. Im selben Jahr nahm er an der Demonstration gegen den Putsch von Kapp und Lüttwitz in der Spremberger Straße und am Spremberger Turm teil, auf die der Reichswehroffizier Buchrucker schießen ließ. und war an den anschließenden Kämpfen gegen die Putschisten beteiligt. 1921 trat er der Unabhängigen Sozialdemokratischen Partei Deutschlands (USPD) bei, später dem Roten Frontkämpferbund und 1927 der Kommunistischen Partei Deutschlands (KPD). Die Partei setzte Noack als Ortsgruppenleiter im Unterbezirk Lausitz und ab 1932 als Stadtverordneten in Cottbus ein.
Nach der Machtergreifung der Nationalsozialisten beteiligte sich Noack am kommunistischen Widerstand. Im April 1934 verurteilte ihn der 4. Senat des Kammergerichts in Berlin im ersten Cottbuser Kommunistenprozess wegen Widerstand gegen die Staatsgewalt und Vorbereitung von Hoch- und Landesverrat zu einer einjährigen Gefängnishaft und ständiger Polizeiaufsicht. Nach seiner Haftentlassung war er als Textilarbeiter bei der Firma Kleinert in Cottbus beschäftigt. Ab 1941 zur Wehrmacht eingezogen, musste Noack am Zweiten Weltkrieg teilnehmen. Er geriet in britische Kriegsgefangenschaft, aus der er 1945 zurückkehrte.
Bei der Zwangsvereinigung von KPD und SPD zur SED übernahm Noack im April 1946 zusammen mit dem vorherigen Sozialdemokraten Paul Liebeck den paritätischen Vorsitz der Partei in Cottbus. 1950 wurde Noack Mitarbeiter der SED-Landesleitung in Potsdam. Von 1951 bis 1954 fungierte er als Erster Sekretär der SED-Kreisleitung Neuruppin. Danach war er Kreissekretär der Nationalen Front in Zossen. Von 1961 bis 1963 hatte er das Amt des Bürgermeisters von Sperenberg inne.
1963 kehrte Noack nach Cottbus zurück. Nach einer schweren Operation arbeitsunfähig, leitete er in Cottbus eine Wohnparteiorganisation und war Mitglied des Kreiskomitees der Antifaschistischen Widerstandskämpfer. Am 8. Oktober 1976 verlieh ihm die Stadt Cottbus die Ehrenbürgerschaft.

## Auszeichnungen
- Vaterländischer Verdienstorden in Bronze

## Einzelnachweis
1. ↑  Zum Kapp-Putsch in Cottbus siehe Robert Büschel: Kapp-Putsch im Stadtlexikon der Städtischen Sammlungen Cottbus.

| Personendaten    | Personendaten                                                         |
| ---------------- | --------------------------------------------------------------------- |
| NAME             | Noack, Franz                                                          |
| KURZBESCHREIBUNG | deutscher Politiker (KPD/SED), Widerstandskämpfer gegen das NS-Regime |
| GEBURTSDATUM     | 18. Januar 1901                                                       |
| GEBURTSORT       | Sperenberg                                                            |
| STERBEDATUM      | 8. Mai 1979                                                           |
| STERBEORT        | Cottbus                                                               |